# Markus Brutscher
Markus Brutscher (* 18. August 1966 in Landsberg am Lech, Oberbayern) ist ein deutscher Opernsänger (Tenor).

## Leben
Brutscher erhielt seine erste Ausbildung als Sänger bei den  Regensburger Domspatzen und den Augsburger Domsingknaben, studierte Gesang an der Hochschule für Musik „Hanns Eisler“ Berlin bei Norma Sharp, in London bei Rudolf Piernay und in Maastricht bei Mia Besselink.
Brutscher trat in Musikzentren in Europa, den Vereinigten Staaten und Asien auf, u. a. unter den Dirigenten Marc Minkowski, Alessandro de Marci, Thomas Hengelbrock, Frieder Bernius. Sein Repertoire umfasst Werke vom Frühbarock bis zur Moderne, obwohl er schon frühzeitig als Spezialist für alte Musik galt. Im Mai 1993 sang er, unter der Leitung von Frieder Bernius, die Rolle des römischen Statthalters Lucio Vero in der Barock-Oper Il Vologeso von Niccolò Jommelli im Rahmen der 7. Internationalen Festtage der Alten Musik in Stuttgart.
Seit den 1990er Jahren erweiterte er sein Opernrepertoire mit Engagements in Brüssel, an der Opera National in Paris, am Teatro Real in Madrid, Opera Abao in Bilbao, Ruhrtriennale Bochum und dem Staatstheater Stuttgart.
In der Spielzeit 2002/03 sang er am Stadttheater Gießen den König Kreon in einer Inszenierung der 1772 in St. Petersburg uraufgeführten, selten gespielten Oper Antigona des italienischen Komponisten Tommaso Traetta (1727–1779). Bei der Ruhrtriennale 2003 sang er unter der musikalischen Leitung von Marc Minkowski den Monostatos in Die Zauberflöte. In der Spielzeit 2003/04 sang er am Stadttheater Bielefeld die Rolle des Lehrers Wanja Kudrasch in Katja Kabanowa von Leoš Janáček. Ebenfalls in der Saison 2003/04 trat er am Stadttheater Gießen als Eisenstein in der Operette Die Fledermaus auf. 2005/06 gastierte er als Monostatos auch am Teatro Real in Madrid. Diese Rolle sang er 2005 auch an der Stuttgarter Oper.
Bei der Ruhrtriennale 2006 war Brutscher als Saul in dem Oratorium Der siegende David von Reinhard Keiser zu hören.
Im Februar 2009 trat er in Meran in Joseph Haydns Oratorium Die Jahreszeiten auf. Im November 2009 gab Markus Brutscher sein Debüt mit dem London Philharmonic Orchestra unter der Leitung von Wladimir Jurowski mit der Oper Historia von D. Johann Fausten von Alfred Schnittke (konzertant) in der Royal Festival Hall,  London.